# Brandweerkorps
Een brandweerkorps is in Nederland een organisatorische eenheid binnen de veiligheidsregio als geheel en wordt geleid door een eigen bestuur. Vroeger was een brandweerkorps deel van een gemeente maar het kon ook onderdeel zijn van een regionaal verband. In Nederland is de brandweerzorg georganiseerd via de 25 veiligheidsregio’s, daarmee heeft Nederland 25 door de overheid ingerichte brandweerkorpsen. Een korps beschikt over een of meer brandweerposten (brandweerkazernes en de daaraan gekoppelde bemensing en de gestationeerde voertuigen). De termen brandweerpost, brandweerkazerne en brandweerkorps worden regelmatig verkeerd toegepast, dit is nog een overblijfsel van de organisatievormen vóór de veiligheidsregio’s.

## Wetgeving
Nederland is verdeeld in een aantal veiligheidsregio's. Deze regio's zijn onderhevig aan heel wat reglementeringen. Deze heet 'Wet veiligheidsregio's'. De wet betreft de taakverdeling van het bestuur van een veiligheidsregio, en stelt een aantal basiseisen aan de organisatie van de hulpdiensten en de kwaliteit van het personeel en het materieel. 
Sinds 1 januari 2014 zijn alle brandweerkorpsen verplicht om in regionaal verband samen te werken. Deze verplichting komt voort uit de Wet veiligheidsregio's. De brandweer wordt vanaf dan per veiligheidsregio georganiseerd en de brandweerlieden zijn dan in dienst van de veiligheidsregio. De gemeente heeft dan alleen nog een bestuurlijke taak en blijft verantwoordelijk voor de brandweerzorg. In diverse veiligheidsregio's is deze 'regionalisering' al een feit, anderen zijn druk bezig om dit te organiseren.